# Canon EF-M 22mm f/2 STM
El Canon EF-M 22mm f/2 STM és un objectiu fix gran angular i pancake amb muntura Canon EF-M.
Aquest, va ser anunciat per Canon el 23 de juliol de 2012, amb un preu de venta suggerit de 229€.
És una òptica pancake, la més petita disponible a la muntura EF-M.

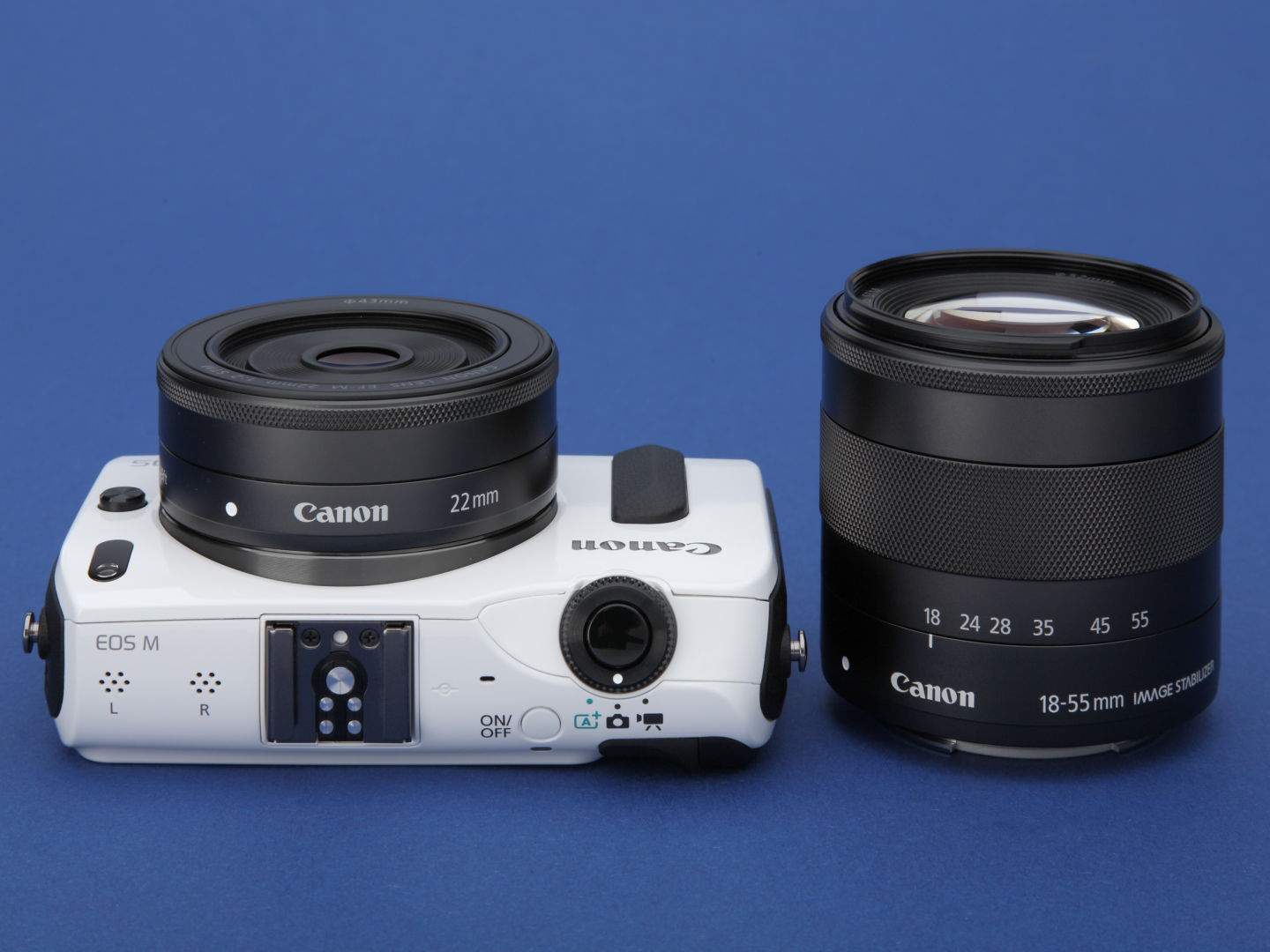
Comparació de mida entre el EF-M 22mm f/2 STM i el EF-M 18-55mm f/3.5-5.6 IS STM

La seva distància focal de 22mm té el mateix camp visual en una càmera EOS de la sèrie M que una lent de 35mm en una càmera de fotograma complet.

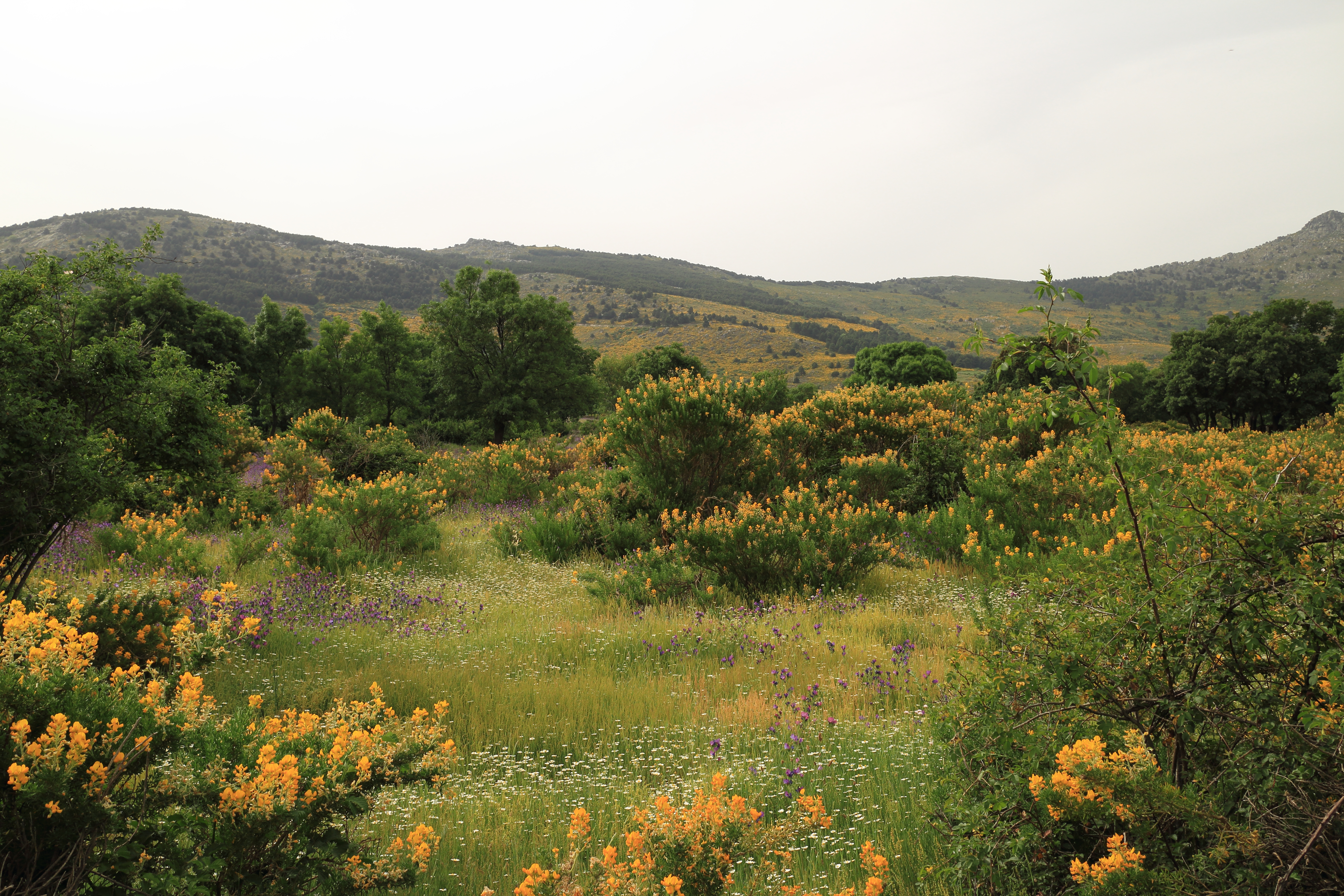
Paisatge fotografiat amb el Canon EF-M 22mm f/2 STM

## Característiques
Les seves característiques més destacades són:
- Distància focal: 22mm
- Obertura: f/2 - 22
- Motor d'enfocament: STM (Motor d'enfocament pas a pas, silenciós)
- Distància mínima d'enfocament: 15cm
- Rosca de 43mm
- Distorsió òptica de 0.0293% (tipus coixí)[5]
- A f/2 l'objectiu ombreja les cantonades més d'un pas i mig de llum, però aquest efecte es veu rebaixat a f/5.6 amb un pas d'ombrejat.[5]
- Entre f/4 i f/5.6 és on millor qualitat dona l'òptica[5]

## Construcció[3]
- El canó i la muntura són metàl·lics, però l'anell del filtre i els interiors són de plàstic.

- El diafragma consta de 7 fulles, i les 7 lents de l'objectiu estan distribuïdes en 6 grups.
- Consta d'un element asfèric

## Accessoris compatibles[6]
- Tapa E-43
- Parasol EW-43
- Filtres de 43mm
- Tapa posterior EB
- Funda LP811

## Objectius similars amb muntura Canon EF-M
- 7artisans 25mm f/1.8[7]
- Kamlan 21mm f/1.8[8]
- Laowa Argus 25mm f/0.95[9]
- Meike 25mm f/1.8[10]
- Samyang 20mm f/1.8 ED AS UMC[11]
- Samyang 21mm f/1.4 ED AS UMC CS[12]